# Иви (онлайн-кинотеатр)
«И́ви» — российский онлайн-кинотеатр. Основан в 2010 году Олегом Тумановым и Дмитрием Алимовым.
Один из первых легальных видеосервисов в России.
При активной подписке пользователи могут просматривать и скачивать контент.
С 2019 года компания производит оригинальные сериалы.
По итогам 2023 года выручка Иви составила 16,6 млрд рублей. По состоянию на 2023 год — второй видеосервис России, имеющий 17 % рынка по выручке.

## История

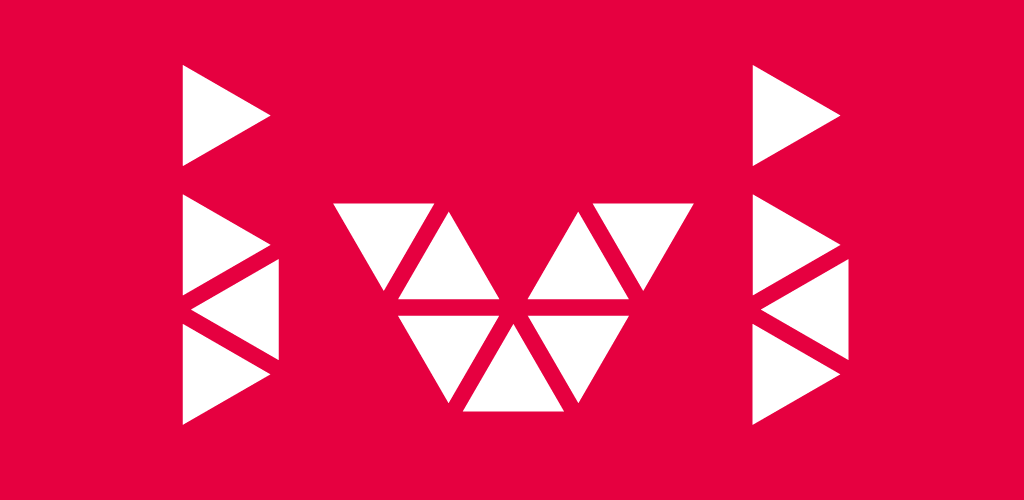
Прежний логотип «Иви», использовавшийся с момента основания и до ребрендинга в 2022 году

Онлайн-кинотеатр Иви начал работу 19 февраля 2010 года. 26 февраля 2010 года сайт открылся для свободного доступа. В первый день работы сайт посетили более 180 тысяч человек, что сделало его запуск одним из самых успешных в истории российского интернета.
4 октября 2010 года стартовал проект music.ivi.ru, ставший продолжением основного бизнеса компании. Через несколько лет эта инициатива была закрыта.
В апреле 2012 года Иви стал первым видеопорталом в Восточной Европе с лицензионным контентом от всех голливудских мейджоров, подписав контракт с NBC Universal.
10 октября 2014 года онлайн-кинотеатр объявил, что пользователям стал доступен первый фильм в ультравысоком (Ultra HD/4К) разрешении — отечественная драма «Про жену, мечту и ещё одну…»[11].
В 2014 году количество уникальных пользователей в месяц составляло 30 млн человек. Выручка компании составила 728 млн рублей.
В июле 2015 года в онлайн-кинотеатре появилась функция платного отключения рекламы.
В ноябре 2015 года сервис начал работу в странах СНГ и в Грузии.
В декабре того же года стало известно о начале работы над первым собственным проектом Иви – мультсериале «10 друзей кролика».
В 2016 году сервис стал доступен во всем мире.
В июле 2017 года в российских магазинах появились телевизоры LG с кнопкой «ivi» на пульте управления.
В декабре 2018 года Иви объявил о перазапуске сервиса, который включил в себя редизайн, запуск новых продуктов и изменения в коммуникационной стратегии.
В 2018 году в онлайн-кинотеатре состоялись кинопремьеры фильмов, созданных при участии Иви: «Непрощённый», «Временные трудности», «Счастья! Здоровья!» и других. Каталог достиг 80 тысяч единиц контента.
В октябре 2019 года состоялся запуск проекта ivi Talents, направленного на поддержку и развитие молодых кинемотографистов.
В августе 2020 года на территории дизайн-завода «Флакон» начал работу drive-in кинотеатр «Кинофлакон IVI».
В ноябре 2020 года было объявлено о планах выйти на IPO. Но в январе 2021 года стало известно, что оно было отложено на неопределённый срок из-за законопроекта депутата Антона Горелкина об ограничении доли иностранцев в онлайн-кинотеатрах.
В июне 2021 года «ВТБ-Капитал» приобрел 8,8 % ivi.ru Media Ltd.
По результатам 2021 года онлайн-кинотеатр Иви стал лидером в России по количеству пользователей среди стриминговых сервисов.
С 2021 года на Иви стали доступны турецкие сериалы.
В апреле 2022 года Олег Туманов занял позицию председателя совета директоров, генеральным директором Иви стал Николай Васильков. В мае того же года Туманов покинул компанию.
1 сентября 2022 года кинотеатр провёл ребрендинг. Логотип сменился на русскоязычный «Иви», название приложений на Android, IOS, Smart TV тоже изменились с ivi на Иви. Сплеш-скрин старта приложения тоже был изменён на логотип на русском языке. Также начала тестироваться новая подписка — «Изи Иви» стоимостью 99 рублей, в рамках которой просмотр доступен только на одном устройстве, и только на телефонах и планшетах.
В 2022 году на Иви стали доступны корейские сериалы.
В сентябре 2023 года в онлайн-кинотеатре появилась функция «Поток», которая представляет собой ленту рекомендаций с отрывками из фильмов.
В 2023-2024 гг. в промо-роликах Иви снялись известные турецкие актеры Акын Акынёзю и Бурак Озчивит.
В мае 2025 года ВТБ продал 15-процентную долю в онлайн-кинотеатре «Иви».
В июне 2025 года в онлайн-кинотеатре пропал контент Paramount в связи с окончанием лицензии на них

## Контент
Контент кинотеатра доступен на интернет-сайте www.ivi.ru, Smart TV, мобильных телефонах, ТВ-приставках, XBox и Playstation.
По данным сервиса подписчикам доступно более 100 000 единиц контента (сериалов, фильмов, мультфильмов, программ и передач). Согласно другим источникам – 80 000 единиц. Также на платформе доступен просмотр ТВ онлайн.
Иви подписал контракты на демонстрацию контента от ведущих российских и зарубежных правообладателей, таких как Warner Brothers/Warner Music, Paramount Pictures, 20th Century Studios (до 2023 года), Sony Pictures/Sony Music, NBC Universal/Universal Music, Disney (до 2023 года), BBC, National Geographic, Мосфильм, Ленфильм, СТВ, Централ Партнершип, Парадиз, Star Media, Film.UA, СТС-медиа, киностудия им. Горького и многими другими.
Также Иви сотрудничает с корейскими и турецкими компаниями-дистрибьюторами кино и сериалов — KBS Media, Inter Medya, MADD Entertainment и тд..

## Оригинальные проекты
В 2019 году Иви занялся созданием собственных проектов.
В 2023 году Иви выпустил 10 сериалов собственного производства. В этом же году Иви стал выкладывать сразу весь сериал целиком.
На момент января 2025 года на Иви доступно 35 сериалов и фильмов собственного производства, анонсирован выход 6 сериалов.
| Название                  | Дата выхода           |
| ------------------------- | --------------------- |
| Нежность                  | 12 ноября 2020 года   |
| Мертвые души              | 9 декабря 2020 года   |
| Love                      | 11 февраля 2021 года  |
| По колено                 | 11 мая 2021 года      |
| Пробуждение               | 1 июля 2021 года      |
| Везет                     | 4 ноября 2021 года    |
| Елки 8                    | 30 декабря 2021 года  |
| И снова здравствуйте!     | 2 февраля 2022 года   |
| Чума!                     | 29 мая 2022 года      |
| Химера                    | 15 сентября 2022 года |
| Эльбрус. Точка невозврата | 23 сентября 2022 года |
| Либерия                   | 27 октября 2022 года  |
| Пансион                   | 1 ноября 2022 года    |
| Замерзшие                 | 1 декабря 2022 года   |
| Жанна                     | 18 декабря 2022 года  |
| 13 Клиническая            | 22 декабря 2022 года  |
| Оливье и роботы           | 9 января 2023 года    |
| Хочу не могу!             | 9 февраля 2023 года   |
| Тайна пропавшей деревни   | 20 апреля 2023 года   |
| Райцентр                  | 23 июня 2023 года     |
| Разрешите обратиться      | 20 июля 2023 года     |
| Лада Голд                 | 21 сентября 2023 года |
| Теория больших денег      | 19 октября 2023 года  |
| Госпожа                   | 30 ноября 2023 года   |
| Лунатики                  | 7 декабря 2023 года   |
| Блеск                     | 14 декабря 2023 года  |
| Золотое дно               | 18 января 2024 года   |
| Страх над Невой           | 6 февраля 2024 года   |
| Точка ноль                | 4 апреля 2024 года    |
| Горький 53                | 23 апреля 2024 года   |
| Первый класс              | 23 мая 2024 года      |
| Враг у ворот              | 1 ноября 2024 года    |
| Дайте шоу                 | 1 ноября 2024 года    |
| 13 Клиническая. Начало    | 19 декабря 2024 года  |
| Я к тебе надолго          | 28 декабря 2024 года  |
| Гостья                    | В производстве        |
| Чужие деньги              | В производстве        |
| Жар                       | В производстве        |
| Хирург                    | В производстве        |
| Интересное положение      | В производстве        |
| Оперативная память        | В производстве        |

## Награды
- В сентябре 2010 года в конкурсе РОТОР сайт получил гран-при в номинации «Киносайт года»[38] и 1 место в номинации «Открытие года»[39].
- В ноябре 2010 года сервис стал лауреатом Премии Рунета в номинации «Культура и массовые коммуникации»[40].
- В марте 2011 года получил награду в конкурсе «Золотой Сайт» в номинации «Телевидение, кино и радио»[41].
- В августе 2011 года Иви вошёл TOP 5 видео-ресурсов Рунета по данным TNS Web Index[источник не указан 4323 дня].
- В ноябре 2012 года Иви второй раз получил Премию Рунета в той же номинации, а также стал лауреатом конкурса «Золотой Сайт»[42].
- В январе 2013 года Smart TV приложение онлайн-кинотеатра Иви было признано лучшим приложением для платформы[43].
- В ноябре 2013 года онлайн-кинотеатр Иви получил специальный приз национальной премии в области неэфирного телевидения «Золотой луч»[44].
- В 2018 году Иви победил в категории «Самый активно развивающийся онлайн-кинотеатр» премии The Digital Reporter[45].В 2019 году Иви получил данную премию как лучший онлайн-кинотеатр по предложению в подписке[46].
- В 2019 году компания Иви заняла десятую позицию в рейтинге «20 самых дорогих компаний Рунета — 2019», опубликованном журналом Forbes[47].
- В феврале 2021 года онлайн-кинотеатр вошел в топ-10 российского рейтинга LevelUp Top Publishers 2021[48].
- В декабре 2021 года Иви стал лучшим работодателем в сфере медиа согласно рейтингу Forbes[49].
- В 2022 и 2023 гг. компания вошла в список «30 самых дорогих компаний Рунета»[50][51].
- В январе 2024 года Иви признан лучшим онлайн-кинотеатром премии «Большая цифра»[52].

## Собственники и руководство

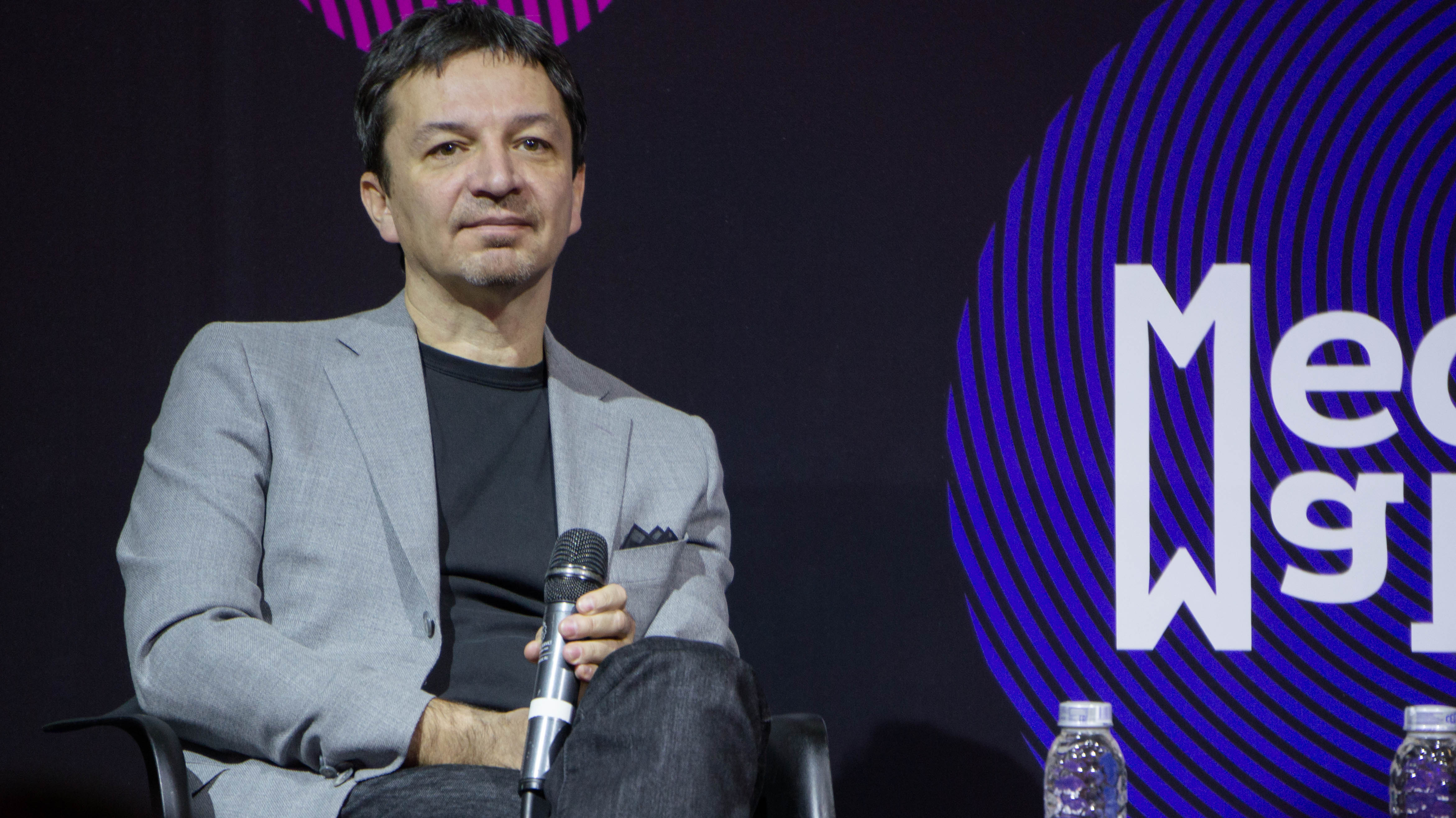
Олег Туманов на MediaMakers 2016 в Москве

Владельцем ООО «Иви.ру» является кипрская компания Ivi.ru media limited.
Основные инвесторы и владельцы проекта — RTP Global Леонида Богуславского, VK, ВТБ, Baring Vostok и Олег Туманов, основатель и идеолог проекта.
C момента основания пост генерального директора компании занимал Олег Туманов, ранее заместитель главного управляющего директора Альфа-Банка и CEO Access Industries Russia and CIS. С 15 апреля 2022 года он перешёл на позицию председателя совета директоров (в мае 2022 года Туманов покинул и этот пост). Новым гендиректором стал Николай Васильков, ранее занимавший должность заместителя гендиректора по стратегии, аналитике и корпоративному развитию Иви.

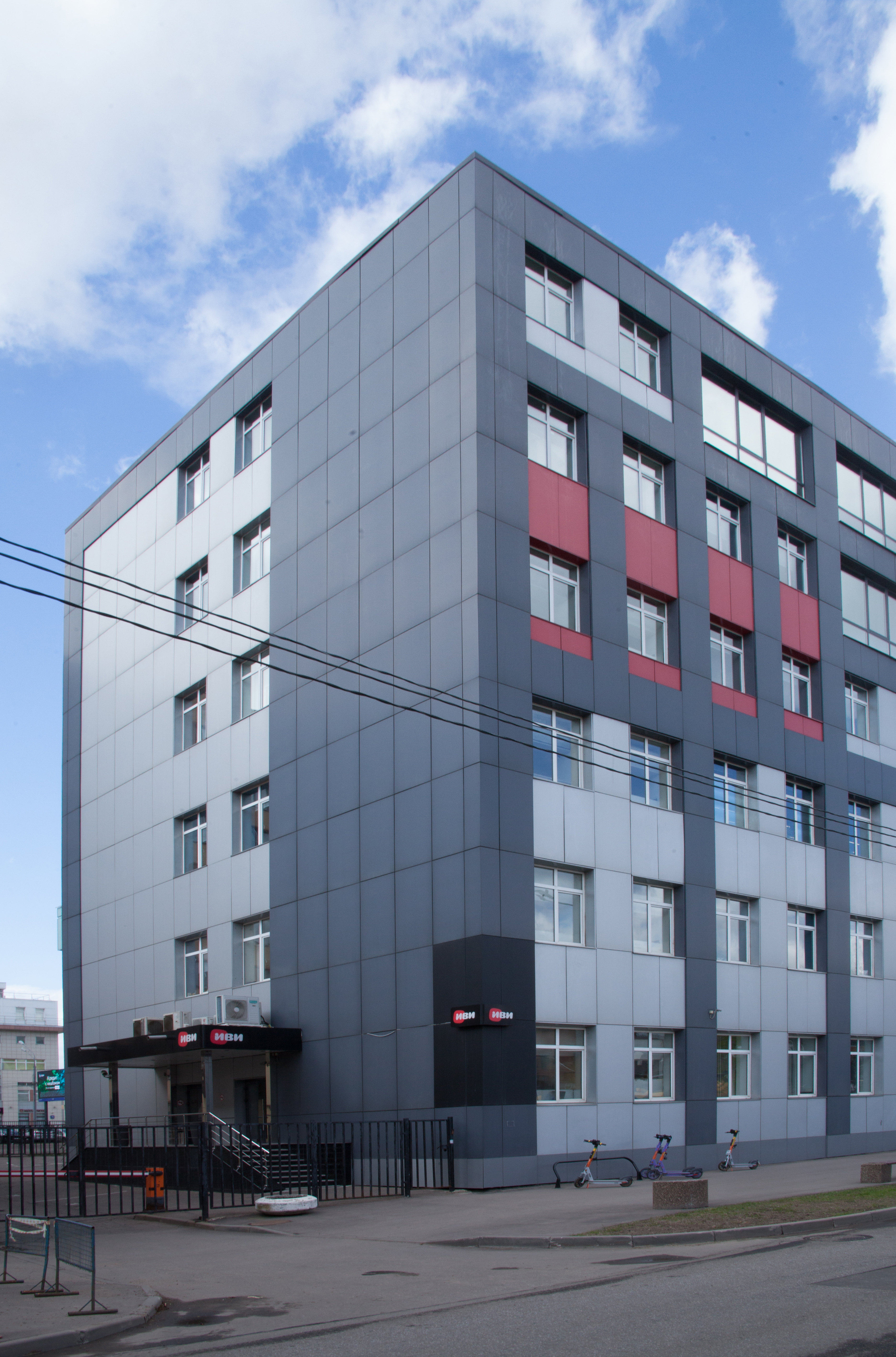
Офис компании на Большой Новодмитровской улице в Москве

## Экономические показатели
В 2015 году онлайн-кинотеатр собрал выручку 1,05 млрд руб., что на 46 % больше, чем в 2014 году. В 2015 году также выросли и другие показатели: ежемесячная платящая аудитория до 165 000 человек, количество ежемесячных подписчиков увеличилось до 82 000 человек. Суммарное время просмотра также показало рост на 30 % в 2015 году.
В 2017 году доля Иви от общего рынка составила 32 % и компания прочно заняла лидирующее место в отрасли.
В 2018 году выручка онлайн-кинотеатра выросла на 62 % и составила 3,9 млрд рублей.
По оценкам экспертов стоимость компании Иви в 2019 году составила 204 миллиона долларов.
По итогам 2020 года выручка компании увеличилась на 44 %, до 8,8 млрд рублей.
По подсчётам Telecom Daily, за 2020 года доля Иви на российском рынке онлайн-кинотеатров снизилась с 25 % до 22,5 %, но компания сохранила лидерство.
Среднемесячная платящая аудитория видеосервиса в 2020 году составила 4,4 млн пользователей.
Выручка онлайн-кинотеатра в 2021 году составила 12 млрд рублей. В 2022 году — 12, 7 млрд рублей.
В 2023 году выручка Иви выросла на 30,4% до 16,6 млрд рублей.